# Червенокоремна сладководна костенурка
Pseudemys rubriventris е вид костенурка от семейство Блатни костенурки (Emydidae). Видът е почти застрашен от изчезване.

## Разпространение
Разпространен е в САЩ (Вирджиния, Делауеър, Западна Вирджиния, Масачузетс, Мериленд, Ню Джърси, Пенсилвания и Северна Каролина).